# Linum extraaxillare
Linum extraaxillare är en linväxtart som beskrevs av Pál Kitaibel. Linum extraaxillare ingår i släktet linsläktet, och familjen linväxter. Inga underarter finns listade i Catalogue of Life.